# Kip Colvey
Kip Warren Colvey II (Lihue, 15 de março de 1994), é um futebolista neozelândes que atua como zagueiro. Atualmente, joga pelo Reno 1868 FC (emprestado pelo San José Earthquakes).